# Fonction publique belge
Pour les autres articles nationaux ou selon les autres juridictions, voir fonction publique.
La fonction publique en Belgique comprend des personnes travaillant pour les services publics. La fonction publique au sens strict regroupe les travailleurs statutaires. Il existe cependant un nombre important de travailleurs contractuels engagés pour faire face temporairement à un déficit de personnel statutaire ou à une surcharge de travail dans ce secteur avec un contrat de travail régime privé. Dans certains cas, ils peuvent rejoindre la fonction publique par l'organisation d'examens leur ouvrant un poste de statutaire. 
Compte tenu de la structure fédérale de l'État, il existe une fonction publique fédérale ainsi que pour chacune des entités fédérées. Il existe aussi des agents au service des collectivités locales (provinces et communes) dont le statut se rapproche souvent de ceux de l'État et des entités fédérées. 

## Effectifs
Les effectifs de la fonction publique au sens large varient entre 700 000 et 900 000, dont en 2007 172 000 pour l'administration fédérale, 349 000 dans les entités fédérées et 286 000 dans les divers pouvoirs locaux, y compris les zones interpolices. 

## Statuts de la fonction publique

### Principe de la situation statuaire et réglementaires
Selon la doctrine, les fonctionnaires statutaires sont, comme leur nom l'indique, dans une situation statutaire et règlementaire. Cela implique que le régime qui leur est appliqué est fixé par des textes législatifs ou réglementaires et non par un contrat. Les décisions collectives ou individuelles qui les régissent sont prises unilatéralement par l'administration dont ils relèvent. Ce principe est toutefois tempéré par des dispositions accordant des garanties aux fonctionnaires, par exemple en matière disciplinaire, ainsi que par l'obligation pour les administrations d'organiser des concertations avec les représentants syndicaux. 
L'arrêté royal du 22 décembre 2000 (dit ARPG) fixe les principes généraux du statut administratif et pécuniaire qui s'appliquent à l'État fédéral comme aux entités fédérées. Sur la base de ces principes, chacun de ces pouvoirs établit son propre statut. Le modèle est celui de l'État fédéral adopté par l'arrêté royal du 2 octobre 1937 appelé « statut Camu », du nom du député belge Louis Camu. L'ARPG fixe les règles générales applicables aux droits et devoirs des fonctionnaires, aux conditions de recrutement et de nomination, à l'organisation de la carrière, aux positions administratives, à la fin des fonctions et au régime disciplinaire. Les provinces et les communes jouissent d'une liberté théorique pour fixer le statut de leur personnel, dans les limites fixées par la législation régionale : dans les faits, les statuts sont très proches de ceux fixés par l'ARPG. 

### Droit syndical et concertation
Si le statut est fixé unilatéralement par l'administration, la loi du 19 décembre 1974 (dite « statut syndical ») organise les relations entre les pouvoirs publics et les représentants des fonctionnaires. Des délégués syndicaux siègent ainsi dans les comités de négociation et de concertation. Les comités de négociation sont constitués au niveau national ou au niveau du secteur (pour les différents services publics fédéraux et entités fédérés). Les comités de concertation existent au niveau national mais surtout au niveau local. 

## Structure de la fonction publique
Chacune des fonctions publiques distingue les fonctionnaires « de base » et ceux exerçant des fonctions d'encadrement supérieur, pouvant eux-mêmes être distingués entre fonctions de management et fonctions d'encadrement. Les premiers sont répartis en niveaux hiérarchiques de A à D, le niveau A étant le plus élevé. Chaque niveau peut être divisé en classes, grades et rangs, suivant le niveau et la fonction publique considérés. L'encadrement supérieur fonctionne de plus en plus selon le système du mandat, décision qui confère une fonction pour un temps déterminé. 

## Droits et devoirs généraux

### Droits et garanties
Les fonctionnaires belges jouissent comme les autres citoyens des libertés fondamentales garanties par la Constitution. L'exercice de ces droits connaît cependant quelques restrictions. Ainsi, en matière de liberté d'expression, le statut interdit aux fonctionnaires de divulguer certaines informations pouvant être liées à la sûreté du pays, aux intérêts financiers de l'administration, au secret médical ou à la vie privée d'autres citoyens. De même, le droit à la liberté d'association des fonctionnaires n'est pas absolu. 
Sur le plan professionnel, les fonctionnaires ont droit à être traités avec « dignité et courtoisie » par leurs collègues, et notamment par leurs supérieurs hiérarchiques, à avoir communication des informations nécessaires à l'exercice de leurs fonctions, à bénéficier de formations internes. 
Les fonctionnaires ont aussi droit à leur rémunération et à une couverture sociale. 
Le droit de grève, qui n'est mentionné qu'indirectement dans le statut, a donné lieu à des discussions politiques et à des visions contradictoires de la doctrine. En pratique, le droit de grève est reconnu, moyennant des limitations pour certaines fonctions (police par ex.). L'ARPG prévoit désormais : « La participation de l'agent à une cessation concertée du travail ne peut entraîner pour cet agent que la privation de son traitement. »

### Devoirs
Les fonctionnaires ont une obligation générale de loyauté, de consciences et d'intégrité dans l'exécution de leurs missions. Ils doivent respecter les lois et règlements et obéir à leurs supérieurs dans la limite fixée par les textes légaux et réglementaires, et a contrario désobéir aux ordres illégaux. Ils doivent en particulier se soumettre aux règles de fonctionnement de leur service, en particulier les horaires de travail. À l'égard des citoyens, ils doivent les traiter avec égalité, et il leur interdit de recevoir des cadeaux ou gratifications à raison de l'exercice de leurs fonctions. Ils doivent contribuer à la publicité de l'administration dans les limites fixées par la loi. 
Devant se consacrer entièrement à leurs fonctions, ils doivent éviter tout conflit d'intérêts et se déporter si nécessaire. Ils ne peuvent par ailleurs exercer d'autre activité rémunérée, publique ou privée, sauf à obtenir une autorisation de cumul. 

### Régime disciplinaire
Le non-respect par un fonctionnaire de ses obligations professionnelles et déontologiques, y compris un acte privé s'il est de nature à ébranler la confiance des citoyens, peut donner lieu à des sanctions disciplinaires. Le statut entoure de garanties la procédure disciplinaire : l'agent doit être informé des faits qui lui sont reprochés et a le droit d'être entendu et d'avoir accès à son dossier. En outre, s'il revient au supérieur hiérarchique direct de proposer une sanction, c'est l'autorité supérieure qui la prononce. L'agent condamné dispose également de voies de recours. 
Les peines disciplinaires pouvant être infligées sont, par gravité croissante, le rappel à l'ordre, le blâme, la retenue de traitement, le déplacement disciplinaire, la suspension disciplinaires, la régression barémique (baisse de rémunération), la rétrogradation, la démission d'office et la révocation. Les deux dernières mettent fin au statut de fonctionnaire, mais la révocation supprime en outre le droit à la pension. 
Les autres sanctions sont effacées du dossier administratif de l'agent après une période dont la durée varie selon la gravité.

## Carrière

### Entrée dans la fonction publique

#### Règles d'accès
L'accès à la fonction publique suppose réunies certaines conditions tenant à l'aptitude médicale, à une bonne moralité examinée notamment au regard des droits civils et politiques, au respect des lois sur la milice et à l'absence de conflit d'intérêts personnel. La nationalité belge n'est imposée que pour des emplois directement liés à l'exercice de la puissance publique et à la sauvegarde des intérêts supérieurs de l'État. Quant aux conditions de diplôme, elles dépendent du niveau de recrutement proposé. 

#### Recrutement
Afin de permettre l'égalité des chances d'accès à l'emploi public, les services recruteurs sont tenus d'organiser des sélections comparatives, dont le déroulement est confié à un service nommé Selor. Certaines sélections ont pour but de pourvoir un emploi précis, les autres donnent lieu à la constitution de « réserves de recrutement » dans lesquelles seront choisis les futurs agents à mesure des besoins jusqu'à l'opération suivante. 

#### Stage probatoire
Le lauréat désigné à l'issue d'une sélection comparative est d'abord nommé pour un stage obligatoire. L'ARPG n'impose pas aux entités fédérés de prévoir une période de stage probatoire mais toutes ont repris cette disposition issue du statut fédéral. Le stage dure souvent trois mois pour les agents de niveau D et un an pour ceux de rang supérieur. Pendant le stage, l'agent accomplit les fonctions liées à son grade, mais il bénéficie de périodes de formations et fait l'objet d'une surveillance particulière du service du personnel. Des rapports intermédiaires sont établis à la fois par le stagiaire et par sa hiérarchie. Si le stage ne donne pas satisfaction, il peut éventuellement être prolongé pour laisser une deuxième chance à la personne. Le stagiaire jugé définitivement inapte peut être licencié. 

#### Nomination à titre définitif
À l'issue du stage probatoire, éventuellement prolongé, le stagiaire, s'il a donné satisfaction, est nommé à titre définitif par l'autorité compétente à cet effet. Il bénéficie à ce moment-là seulement des garanties statutaires qui font qu'il ne peut être mis fin à sa situation de fonctionnaires que dans un cadre strictement fixé par le statut. 

### Organisation de la carrière

#### Positions
Tout fonctionnaire est, à un instant donné, dans une des trois positions suivantes :
- activité de service : cela correspond à la situation « normale », où le fonctionnaire occupe un emploi qui correspond à son grade, et perçoit une rémunération associée. Il peut faire valoir ses droits à avancement et promotion.

- non activité : dans cette position, le fonctionnaire n'occupe pas d'emploi et ne perçoit en principe pas de traitement ; il ne peut faire valoir ses droits à avancement et promotion que sous certaines conditions strictes. La non-activité peut être justifiée par la participation aux forces armées ou à d'autres services d'intérêt général. Elle peut l'être pour des raisons personnelles au fonctionnaire, en particulier à caractère familial. La non-activité peut aussi être le résultat d'une suspension disciplinaire.

- disponibilité : le fonctionnaire, temporairement, n'occupe pas d'emploi dans son administration d'origine, mais il perçoit un traitement d'attente et continue à avoir des droits à avancement ou promotion. Cette position est essentiellement prononcée en cas de maladie de longue durée.

#### Évaluation périodique
Le statut des fonctionnaires prévoit une évaluation à chaque cycle d'un ou deux ans, évaluation organisée, pour les fonctionnaires de l'État, par l'arrêté royal du 2 août 2002. L'évaluation, organisée après entretien, donne lieu à une appréciation générale. Une première mention « insuffisant » suspend le droit à promotion et à mutation, une deuxième mention en trois ans conduit à une procédure d'inaptitude pouvant entraîner le licenciement, mais des dispositifs de recours existent. 

#### Promotions
Il existe deux principaux types de promotion, la promotion dans la carrière administrative qui consiste à changer de niveau de fonction (changement de classe ou de catégorie), et la promotion dans l'échelle barémique, qui se traduit par une augmentation de traitement. La promotion doit être demandée par le fonctionnaire, elle peut être subordonnée au suivi d'une formation certifiée ou d'une sélection comparative (semblable à celles des recrutements). La promotion dans la carrière administrative suppose un poste vacant dans la classe rejointe.

#### Mutations dans la sphère administrative
Les statuts de la fonction publique donnent des possibilités aux agents de passer d'un emploi à l'autre au sein de la fonction publique, bien que l'administration ne soit nullement tenue de donner suite à candidature. 
Le système de mise à disposition d'une administration à l'autre offre la possibilité aux fonctionnaires des passages entre les entités fédérées et l'État fédéral et vice-versa. 
Dans certains cas, notamment de suppression d'emplois ou de transferts de services, des mobilités peuvent être prononcées d'office. 

### Sortie de la fonction publique
Hors le cas du décès du fonctionnaire, la sortie de la carrière de fonctionnaire résulte d'un acte de l'administration qui ne peut intervenir qu'à la suite d'un événement prévu par le statut :
- si le fonctionnaire a été nommé de manière irrégulière ou ne remplit plus les conditions pour l'emploi où il a été nommé ;
- si, en exécution d'une sanction pénale, il ne peut plus remplir d'emploi public ;
- par démission volontaire ;
- par un licenciement pour abandon de poste ou pour inaptitude professionnelle caractérisée ;
- en vertu d'une décision de démission d'office ou de révocation pour faute grave ; cette dernière décision est prise à l'issue d'une procédure régulière ;
- un départ à la retraite prononcé à la demande de l'agent ou d'office.